# Гульгулькіль
Гульгулькі́ль (рос. Гульгулькиль) — гірська вершина у північно-східній частині Великого Кавказу. Знаходиться на території Росії (південний Дагестан).